# Samuel García Sánchez
Samuel García Sánchez (nascut el 13 de juliol de 1990 a Màlaga, Andalusia), conegut com a Samu, és un futbolista professional malagueny que juga com a davanter.

## Carrera esportiva
Nascut a Màlaga, Samu va començar la seva carrera al CD Alhaurino de la tercera divisió, i el 2010 va ingressar a l'Atlético Malagueño, filial del Màlaga CF.
Durant l'estiu de 2013, Samu va ser ascendit al primer equip pel recentment contractat nou entrenador, Bernd Schuster. El 14 d'agost de 2013 s'anuncià que Samu havia signat el seu primer contracte professional, que el tindria lligat al Màlaga fins al 2016. Se li va assignar el número 24.
Samu va debutar oficialment amb el Màlaga el 17 d'agost 2013, entrant com a suplent a la segona part en un partit de lliga a fora contra el València CF que acabà en derrota per 1-0. Va marcar el seu primer gol el 3 de novembre, jugant menys de deu minuts i marcant al minut 93 en una victòria per 3−2 a casa en el derbi local contra el Reial Betis.
Tant ell com el seu company al Màlaga Samu Castillejo varen fitxar pel Vila-real CF el 18 de juny de 2015, firmant un contracte per cinc anys. El 30 de juny de l'any següent, fou traspassat al FC Rubin Kazan de la lliga russa, conjuntament amb l'entrenador Javi Gracia.
El 19 de gener de 2017, Samu va ser cedit al CD Leganés fins al final de la temporada a primera. El 24 d'agost, va signar contracte per tres anys amb el Llevant UE però en la següent finestra de fitxatges va retornar al Màlaga amb una cessió per cinc mesos.
El 14 de gener de 2019, Samu va deixar el Llevant.